# Lulesia
Lulesia là một chi nấm thuộc họ Tricholomataceae. Chi này chứa 3 loài được tìm thấy ở vùng nhiệt đới.